# Luge sur rail
Ne doit pas être confondu avec Luge d'été.
Pour les articles homonymes, voir Luge.

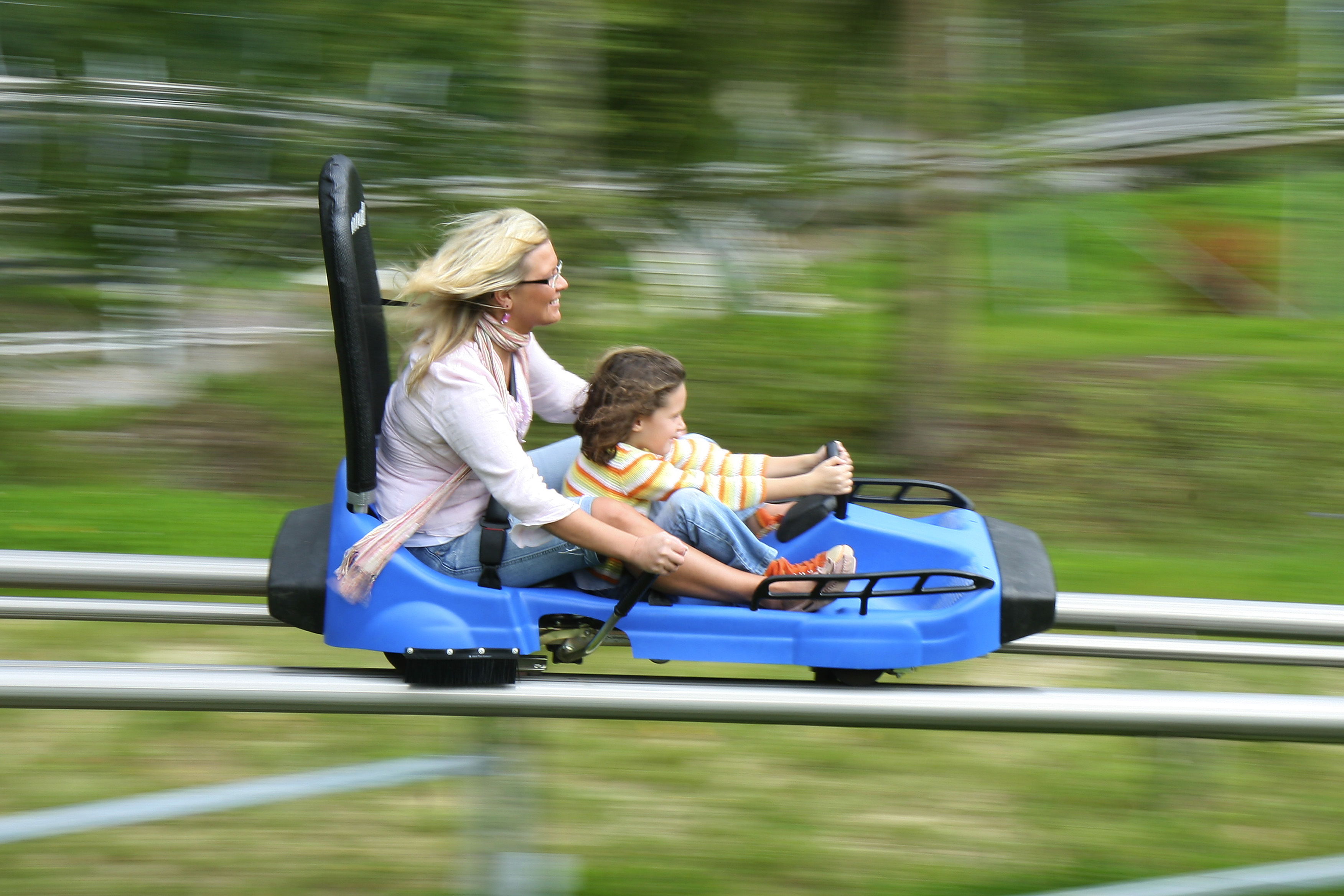
Eifel-Coaster d'Eifelpark, Allemagne

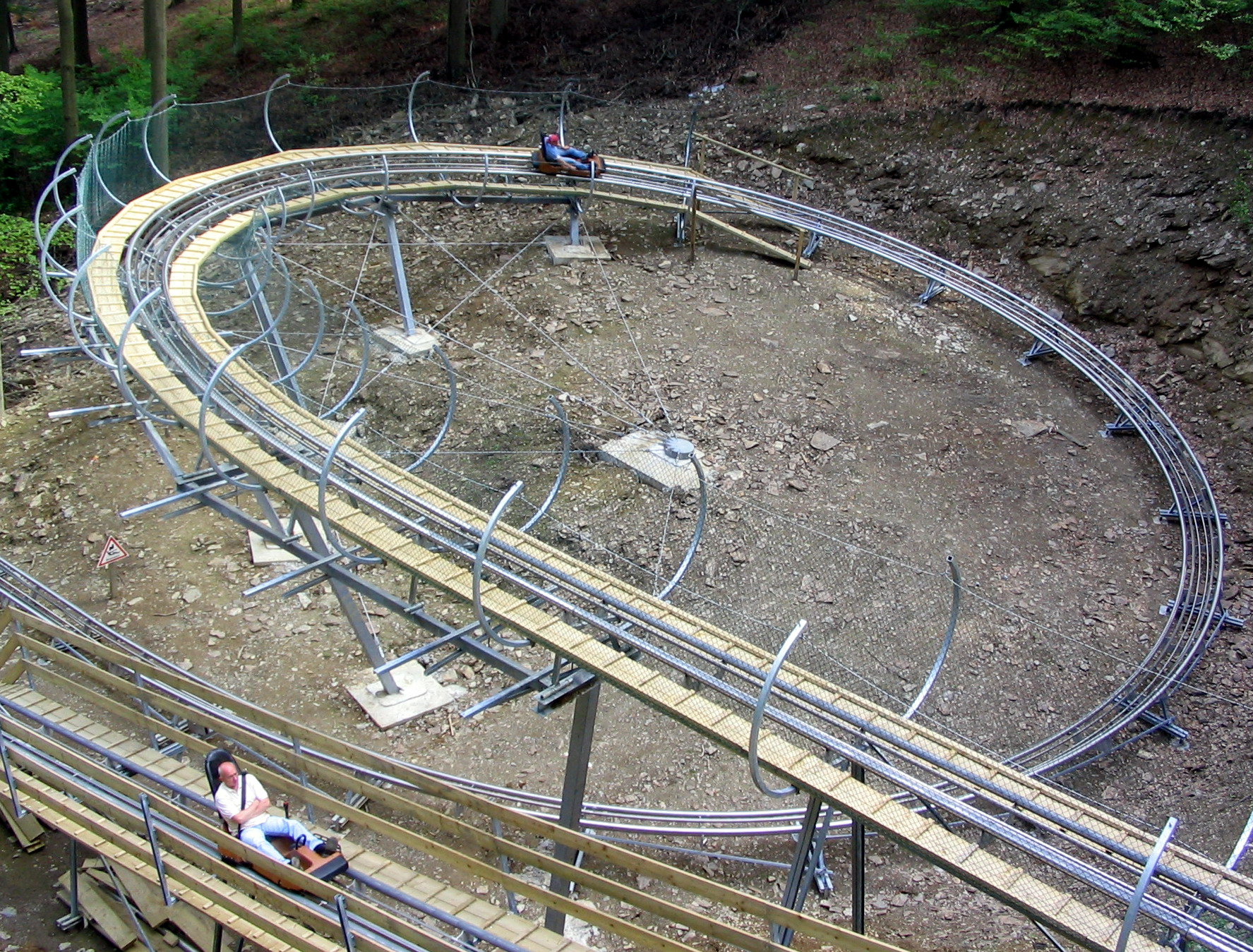
Trapper Slider à Fort Fun Abenteuerland, Allemagne

Les luges sur rail (parfois désignées par leur nom anglais alpine coaster) sont des attractions hybrides mélangeant montagnes russes et luge d'été et destinées au milieu montagnard. On trouve ce type d'attraction principalement en France, en Allemagne, en Autriche et en Suisse.
Le terme de « luge d'été » pour désigner des luges sur rail est un abus de langage, ce terme désignant déjà les luges à roulement libre sur piste de béton.

## Concept
Le concept reprend celui des luges d'été, c'est-à-dire qu'il s'agit de luges individuelles libres lâchées sur un circuit incliné. L'utilisateur peut agir sur la vitesse grâce à un manche situé devant lui ; il peut donc ralentir, s'il le juge nécessaire ou alors laisser les roulements libres et ainsi prendre plus de vitesse.
La différence réside dans le fait que les luges sont ici placées sur des rails de type montagnes russes et ne peuvent donc pas quitter la piste. Cela permet des vitesses légèrement plus élevées et surtout, plus de sécurité dans les virages. De plus, les rails étant surélevés, les luges sur rail sont aussi exploitables en hiver.
Tout comme les luges et la plupart des montagnes russes, ce type d'attraction utilise seulement l'énergie potentielle disponible au départ de la descente.

## En France
Les installations de luges sur rail font leur apparition en France :
- La Luge alpine du Plan Incliné, à côté du plan incliné de Saint-Louis-Arzviller à Saint-Louis en Moselle.
- La Découverte, à la base de loisir Cap'Découverte à Le Garric dans le Tarn (2002).
- L'Alpine coaster, au Parc touristique des Combes au Creusot en Saône-et-Loire (2007).
- La luge d'été, dans la station de La Colmiane dans les Alpes-Maritimes (2007).
- La luge d'été, dans la station de Hautacam, près de Lourdes dans les Hautes-Pyrénées (2007).
- Le Déval'luge dans la station du Lioran dans le Cantal (2007).
- La Luge « toutes saisons », à la base de loisirs d'Étampes dans l'Essonne (12 juillet 2008).
- La Luge « 4 saisons », dans la station des Monts Jura au Col de la Faucille (17 décembre 2008).
- L'Orrian Express, dans la station des Orres dans les Hautes-Alpes (2009).
- Le Mountain Twister, dans la station Les Saisies en Savoie (2009).
- Dans la station de Montgenèvre dans les Hautes-Alpes (2010).
- La luge 4 saison, dans la station La Sambuy en Haute-Savoie (2011).
- Normandie Luge , viaduc de la Souleuvre dans le Calvados (juin 2013).
- La luge 4 saison, dans la station de la Foux d'Allos dans les Alpes-de-Haute-Provence (2013).
- Speed Mountain, dans la station des Menuires en Savoie (2013).
- Speed Luge Vercors dans la station d'Autrans en Isère (2016).
- Luge 4 saisons, au parc d'Olhain à Maisnil-lès-Ruitz dans le Pas-de-Calais (2016).
- La Wiz Luge, dans la station des Sept Laux en Isère (2017).
- Speed Dragoz, dans la station des Carroz en Haute-Savoie (2018).
- Guzet Express, dans la station Guzet en Ariège dans les Pyrénées (2018).
- Lugik Parc, dans la station Les Estables  en Haute-Loire (2019).
- NORMA Loops, dans la station de La Norma  en Savoie (2022).

## En Suisse
- Alpine Coaster, aux Diablerets. C'est la piste de luge sur rail la plus haute du monde, à 3 000 mètres d'altitude.
- Alpine Coaster, au Moléson.
- La Luge féeline, à Buttes
- Feeblitz, à Saas-Fee
- Die Rodelbahn Berg bis Tal, à Interlaken
- Rodelbahn Pradaschier, à Churwalden
- Bobbahn, à Gonten
- Floomzer, dans la station de Flumserberg, à Flums
- Slittovia Monte Tamaro, à Rivera

## En Autriche
- Alpine Coaster, à Imst
- Super Sauser, à Pettneu am Arlberg
- Fisser Flitzer, à Fiss

## En Italie
- Fun Bob, à Belluno sur le Nevegal
- Alpine Coaster, à Gardone

## Au Canada (Québec)
- Le Viking, au Mont Saint-Sauveur

## Argentina (Villa Carlos Paz, Cordoba)
- Montaña Magica historique alpine coaster, d'environ 1 300 mètres de long.